# Great Expectations (miniserie televisiva 1981)
Great Expectations è una miniserie televisiva della BBC del 1981 tratta dal romanzo Grandi speranze di Charles Dickens. È stata diretta da Julian Amyes e sceneggiata da James Andrew Hall.

## Trama
Nella Londra vittoriana, Pip, un orfano dalle umili origini riesce a diventare un gentiluomo grazie all'aiuto di un misterioso benefattore.